# Апокни
Апокни́ (Апанли́) — річка в Україні, в межах Мелітопольського району  Запорізької області. Права притока Метрозли (басейн Азовського моря).

## Опис
Довжина 28 км, площа водозбірного басейну 156 км². Похил річки 1,6 м/км. Долина переважно V-подібна, завширшки до 2 км. Річище слабозвивисте, завширшки 0,5—2 м, завглибшки пересічно 0,4 м (у межень), влітку пересихає. Мінералізація води до 300–400 мг/л (паводок). Використання річки часткове, на зрошення. Споруджено ставки; рибництво.

## Розташування
Апокни бере початок у балці біля села Калинівки. Тече спершу на південний захід, далі — на південь, у середній та нижній течії — на південний схід. Впадає до Метрозли на північний схід від села Володимирівки.
На річці розташоване смт Нововасилівка і ще кілька сіл.